# Berufsklassifikation
Als Berufsklassifikation oder Berufsklassifizierung bezeichnet man Systematiken und Klassifizierungen von Berufen nach unterschiedlichen Merkmalen.

## Systematiken

### Wirtschaftliche Klassifikation
Schon auf die amtliche Statistik des 19. Jahrhunderts geht zurück, Berufe nach der Branche (dem Wirtschaftszweig) zu gliedern. Darauf gehen heutige Berufsgruppen wie Bauberufe, Gesundheitsberufe oder Dienstleistungsberufe zurück. Diese werden heute üblicherweise im Rahmen der Wirtschaftssystematiken, insbesondere der internationalen Statistischen Systematik der Wirtschaftszweige (NACE) oder der International Standard Industrial Classification (ISIC) systematisiert. Solche Systematiken sind besonders in Bezug auf Ausbildungs- und Arbeitsmarktstatistik verbreitet.

### Internationale Berufsklassifizierung: ISCO
Die Internationale Arbeitsorganisation (International Labor Organization) erarbeitete in den 1960er Jahren ein internationales Klassifikationssystem der Berufsgruppen, die International Standard Classification of Occupations, welche 1988 an die Veränderungen der Arbeitswelt in den Industrienationen angepasst wurde (ISCO-88). Europäische Übernahme ist die ISCO-88(COM). Die Aktuelle Fassung ist die ISCO-08.
Auf der Grundlage dieser Klassifikation lässt sich in internationalen Vergleichen die Stellung von Menschen in der sozialen Hierarchie der Gesellschaft bestimmen. Die Berufshauptgruppen werden in Berufsgruppen, Berufsuntergruppen und Berufsgattungen gegliedert, sodass sich jeder Beruf mit einer vierstelligen Codenummer einer Berufsgattung zuordnen lässt.

### Systematik nach Berufbildungsabschluss
Auch nach der Berufsbildung (höchster formaler Berufsabschluss) systematisiert man.
Die Gliederung, wie sie in der International Standard Classification of Education (ISCED) der UNESCO gegeben ist, fließt auch in die ISCO ein (Großgruppen Hilfsarbeitskräfte, Fachkräfte, Akademische Berufe).

## Klassifizierungen

### Nach Berufsstand
Die einfachste Einteilung nach dem Berufsstand erfolgt in
- Selbstständige
- Unselbstständige (Beamte, Arbeitnehmer)

sowie in weiterem Sinne Schüler/Studenten und Pensionisten.
Daneben gibt es andere traditionelle ständische Berufsgruppen, wie Handwerksberufe, Meisterberufe, akademische Berufe usw.

### Index für den Prestige-Rang von Berufen – SIOPS
Der Prestigerang von Berufen wird in bildungssoziologischen Untersuchungen als relativ aussagekräftige Kategorie benutzt. Donald J. Treiman entwickelte den Standard Index of Occupational Prestige Scala (SIOPS) (auch Treiman-Index genannt) auf Grundlage des Klassifikationssystems ISCO von 1968 und konnte nachweisen, dass der Prestigerang von Berufen weitgehend unabhängig von nationalen Unterschieden ist. Der Index kann Werte von 0 bis 100 annehmen. Er wird beispielsweise in den ALLBUS-Befragungen erhoben.

### Internationaler sozio-ökonomischer Index – ISEI
Harry B. G. Ganzeboom entwickelte ebenfalls auf dem internationalen Klassifikationssystem der Berufe (ISCO–68) eine hierarchische Skala zum sozio-ökonomischen Index (International Socio-Economic Index of Occupational Status). Dieser basiert auf Einkommen, Bildung und Beruf und geht davon aus, dass jede berufliche Tätigkeit ein bestimmtes Bildungsniveau erfordere und ein bestimmtes Einkommen nach sich ziehe. Die beruflichen Tätigkeiten können aufgrund der Umklammerung von Bildungsgrad und Einkommen hierarchisch skaliert werden.

### Erikson-Goldthorpe-Portocarero-Klassen – EGP-Klassen
Als weitere Indikatoren für die sozioökonomische Stellung der Eltern gelten deren Erwerbstätigkeitsstatus (das heißt voll- oder teilzeitbeschäftigt oder arbeitslos) und der Beruf. Sie kann über die Einteilung in soziale Klassen erfasst werden, die so genannten EGP-Klassen, benannt nach den Sozialwissenschaftlern Robert Erikson, John Goldthorpe und Lucienne Portocarero. Auch die EGP-Klassen beruhen auf der Klassifikation der Berufe durch die Internationale Arbeitsorganisation. Die Berufe werden nach vier Gruppen unterschieden, was ein differenziertes Bild der Berufstätigkeit der Eltern zeigt:
- Art der Tätigkeit (manuell, nicht-manuell, landwirtschaftlich)
- Stellung im Beruf (selbständig, abhängig beschäftigt)
- Weisungsbefugnisse (keine, geringe, große)
- zur Berufsausübung erforderliche Qualifikationen (keine, niedrige, hohe)

Die sieben (beziehungsweise zehn) Klassen wären demzufolge:
1. Obere Dienstklasse (etwa Spitzenmanager)
2. Untere Dienstklasse mit hohen Qualifikationen, die in einem Angestelltenverhältnis stehen, beispielsweise höhere Beamte, Ärzte, Professoren
3. Angestellte der ausführenden nicht-manuellen Klasse mit beschränkten Entscheidungsbefugnissen (Klasse 3a) und mit gering qualifizierten Routinetätigkeiten (Klasse 3b, zum Beispiel Kassierer)
4. Selbstständige außerhalb der Landwirtschaft (4a und 4b) und Landwirte (4c)
5. Arbeiter/-innen, Techniker/-innen, (5)
6. qualifizierte Arbeiter (learned), Facharbeiter (6)
7. unqualifizierte Arbeiter (unlearned) (7a) sowie in der Landwirtschaft Beschäftigte ohne Ausbildung (7b)

### Magnitude-Prestigeskala (MPS)
Die Magnitude-Prestigeskala erfasst das Sozialprestige, das ein bestimmter Beruf oder eine Berufsgruppe in einer Gesellschaft genießt.

## Nationales

### Deutschland
Neben der ISCO gilt in Deutschland die Klassifizierung der Berufe (KldB 1988 und KldB 1992) bzw. die Klassifikation der Berufe 2010, die mit der ISCO nicht übereinstimmt.

### Österreich
Das Arbeitsmarktservice unterscheidet im AMS-Berufsystematik (Berufsinformationssystem BIS) 24 Berufsbereiche, die Wirtschaftskammer Österreich (WKÖ) im BerufsInformationsComputer (BIC des Instituts für Bildungsforschung der Wirtschaft iws) 21 Berufsgruppen und daneben auch Arbeitsfelder. Diese beiden Systematiken sind gutteils übereinstimmend, und orientieren sich primär an den Anforderungen am Arbeitsmarkt.
Außerdem gilt in Österreich die Berufsklassifikation Ö-ISCO, in der heutigen Fassung die deutschsprachige ISCO-08, die die von 1961 bis 2001 verwendete Österreichische Berufssystematik (ÖBS) ersetzt hat.
Sozialrechtlich-steuerlich respektive gewerberechtlich gliedert man die Erwerbstätigkeit in Angestellte, Freie Dienstnehmer, Vertragsbedienstete, Beamte, Gewerbeberufe (Freies Gewerbe, Reglementiertes Gewerbe, Teilgewerbe), Berufe der Urproduktion, Freie Berufe, Neue Selbstständigkeit, sowie Mithelfende Familienangehörige.

### Schweiz
Die Schweizerische Kantonale Berufsberatung SDBB trennt 22 Berufsfelder – diese sollen mit einer neuen Bildungsverordnung (BiVo), die mit 1. Januar 2009 in Kraft gesetzt wird, umstrukturiert werden. Für statistische Zwecke gilt die NOGA-Systematik.
Eine ähnliche, gröbere Einteilung trifft auch das Berufswahltagebuch.